# Juan de Urquiza
Juan de Urquiza Andicoechea fue un arquitecto español, padre de Juan Ignacio de Urquiza, nacido en la localidad vizcaína de Axpe-Busturia, en 1714, aunque se avecinda en las villas de Lequeitio y Durango para desarrollar su actividad artística.
Fueron sus padres, Juan de Urquiza y Catalina de Andicoechea, se casó dos veces, con María de Astoreca y después Josefa de Esturo, solo tuvo hijos del primer matrimonio, un total de cinco, de los cuales, cuatro mueren prematuramente y el otro, Juan Ignacio, el mismo año que su padre 1792.

## Obra
Se inicia en el oficio en Lequeitio, junto a Ignacio de Ibarreche, José de Urrutia y Juan de Iturburu.
Arquitecto, ensamblador y tallista, resaltando en los retablos.
En su oficio, los retablos evolucionan desde la transición del Churrigueresco - Rococó (Alboniga), al puro Rococó (Forua y Mendata), hasta terminar introduciendo parámetros de Academicismo (Abadiano), le gusta la columna salomónica que decora con objetos militares y religiosos.
Colabora con el escultor Juan de Munar.
- Datos: Q5953509